# Bernard Kleindienst
 (mars 2018).
Bernard Kleindienst, né le 14 septembre 1945 à Bruyères et mort le 18 février 2018 à Champigny-sur-Marne, est un auteur-réalisateur de films documentaires français.

## Biographie
Après le bac, il entreprend des études de psychologie à Paris VIII. Puis il s'oriente vers le cinéma en tant que stagiaire et assistant-monteur. Ensuite il est assistant-réalisateur à la télévision (TF1) puis devient réalisateur de documentaires. 
Il débute  en 1970 comme stagiaire sur L'Alliance de Christian de Chalonge, puis sur Les Valseuses de Bertrand Blier, et comme assistant-monteur sur Papa les p'tits bateaux de Nelly Kaplan et L’insolent de Jean Claude Roy.
Il obtient en 1973 la carte professionnelle du CNC comme assistant-monteur de long métrage, 1er assistant-réalisateur de films de long métrage, réalisateur de films de court métrage). Elle lui offre la possibilité  d’entrer à TF1, où il travaille pendant plus de dix ans, dans les secteurs les plus variés : Service des Sports, documentaires, variétés, journaux télévisés.
Grâce à sa rencontre avec Igor Barrère, il accède à la réalisation avec les premières émissions médicales à TF1 intitulées successivement Médicales puis  Médecine à la Une et enfin Santé à la Une .
En 1990, à la faveur de la privatisation de la chaîne, il quitte TF1 pour réaliser des sujets plus personnels : des films documentaires sur les écoles alternatives (Barbiana, Summerhill, Makarenko, Bonneuil) pour lesquels il obtient l'aide à l'écriture du CNC le 27 juillet pour le projet intitulé Les pédagogies exceptionnelles.
Pour garder une liberté de travail, il crée alors, avec un collègue, Yves Lunet, la société de production « Les Films de l'Interstice ».
En 1997, il postule comme cameraman, en France, à la « Fondation de l'Histoire audiovisuelle des Survivants de la Shoah » (Shoah Foundation Institute for Visual History and Education), créée par Steven Spielberg et filme les témoignages d’anciens déportés des camps d’extermination.

## Filmographie
- 1992 : URSS, maîtres et élèves (52 min) - Co-réalisé avec Yves Lunet. L’enseignement soviétique à travers des témoignages et des archives. Diffusion : France 2, La Cinquième, Planète Câble, Chaîne Histoire, Odyssée, TV10 Angers, Câble éducatif en Israël. Aide à la promotion de Documentary du Plan Média Européen.
- 1994 : Adieu, Barbiana[7],[8] (60 min). Aventure unique d’une école en Italie dans les années 60. Diffusion : Arte, Rai 3 (Italie), TVE 2 (Espagne), Télévision Suisse, Planète Câble (France-Pologne-Allemagne-Italie-Canada), KTO, Câble éducatif en Israël, TV Cultura (Brésil), Cinema Guild (U.S.A.), TV10 Angers, les vidéothèques des bibliothèques publiques de France, le Ministère de l’éducation nationale, Mois du film documentaire (Centre Pompidou, nov. 2016), l'Adav[9], CVS. Aide de Babel du Plan Média Européen.
- 1997 : Les enfants de Summerhill[10],[11],[12](60 min). Aventure d’une école autogérée en Angleterre. Diffusion : France 3, la Cinquième, la RTBF (Belgique), TV Cultura (Brésil), Cinema Guild (U.S.A), Câble éducatif en Israël, Planète Câble (France-Pologne-Allemagne-Italie-Canada), Pett Archive and Study Centre (U.K.) KTO, TV10 Angers, les vidéothèques des bibliothèques publiques de France, le Ministère de l'éducation nationale, Mois du film documentaire (Centre Pompidou, nov. 2016), l'Adav[13], CVS.
- 1999 : En marge des cahiers (78 min). Vie d’une école de la banlieue nord de Paris qui accueille uniquement les exclus des établissements scolaires des environs. Diffusion : Beur TV la chaîne Méditerranée, Les vidéothèques des bibliothèques publiques de France, Documentaire sur Grand Écran, l'Adav.
- 2000 : Anton S. Makarenko L'éducation en question (13 min). Pédagogue russe de 1920 à 1936 Diffusion : La Cinquième, Chaîne Histoire, Mois du film documentaire (Centre Pompidou, nov. 2016).
- 2001 : Le relais (52 min). Vie d’une classe relais à Toulon. Diffusion : TV10 Angers, Mois du film documentaire (Centre Pompidou, nov. 2016).
- 2002 : Nous… vous… île… (55 min). Aventure d’une poignée d’individus qui décident de s’associer pour transformer la vie de leur commune, L’île-Saint-Denis[14]. Diffusion : TV10 Angers, Beur TV la chaîne Méditerranée, KTO, le forum des images (Paris). Participation du Fonds d’Action et de Soutien pour l’Intégration et la Lutte contre les Discriminations - F.A.S.I.L.D.
- 2004-2005 : Roms en errance (68 min). Vie de campements de Roms en Ile de France[15]. Diffusion : KTO, Beur TV la chaîne Méditerranée, TV10 Angers, les vidéothèques des bibliothèques publiques de France, le forum des images (Paris), Amnesty international, CNRS Audiovisuel, la Médiathèque de la Cité nationale de l'histoire de l'immigration, la Médiathèque des Trois Mondes, l'Adav, CVS. Cinémas l'Entrepôt et la Clef à Paris, l’Écran à Saint-Denis. Participation du F.A.S.I.L.D.
- 2008 : Roms, les routes perdues (68 min). Vie de campements de Roms en région parisienne. Diffusion : Cinéma « Chaplin-Saint Lambert à Paris, Cinéma Cambrai (59400), cinéma L’Univers à Lille (59000)
- 2010 : Deux mèches avec vous (52 min). Portrait de membres de l’équipe de France de coiffure dans le cadre du championnat du monde de coiffure de Chicago en 2008. Diffusion : Mirabelle TV, LM TV Sarthe, L’Adav.
- 2015-2016 : Les Coiffures Imaginaires (60 min). Portrait de coiffeurs-créateurs. Diffusion : Mirabelle TV, L’Adav, CVS.

## Distinctions
- 1995 : Sélectionné aux États Généraux du Documentaire (Lussas).
- 2006 : Sélectionné au Fipatel (Biarritz).
- 2006 : Sélectionné au Festival International de Films Résistance (Foix).
- 2008 : Sélectionné au Festival de cinéma d'ATTAC (Paris).